# Fusão (Dragon Ball)
No universo da série Dragon Ball, fusão é a técnica onde duas ou mais pessoas se unem em um só corpo. Existem cinco tipos de fusões: Metamoru (dança), Potara (brincos), Assimilação (normais), Absorções (involuntária por um dos fusionados), Possessão (controle do corpo) e Maxifusão (5 pessoas dão a mão, exclusiva do jogo Dragon Ball Fusions).

## Desenvolvimento
O Akira Toriyama criou o conceito de fusão enquanto conversava com outro mangaká, Masakazu Katsura. Enquanto discutiam se existiria algo mais poderoso do que um Super Saiyajin, Masakasu disse que Akira poderia fundi-los sempre que quisesse. Akira levou o comentário a sério e começou a desenvolver a técnica da fusão. Como não queria que Dragon Ball ficasse muito sério, Akira fez a Dança Metamoru de forma cómica e escolheu dois personagens engraçados para realizá-la: Goten e Trunks.

## Tipos

### Potara
Segundo Akira Toriyama, esta fusão não é mais forte do que a fusão metamoru porém é mais eficiente pois dura mais tempo e ocorre com o uso dos brincos Potara. Estes brincos tem a capacidade de unir dois seres. A união, se realizada entre Kaioshins, é permanente, mas existem meios de se desfazer esta fusão. Um dos meios é solicitar a algum deus dragão, método utilizado pelo Kaioshin do Leste para se separar de Kibito em Dragon Ball Super. Caso a fusão seja feita entre dois seres não Kaioshin, há um tempo limite de uma hora, conforme revelado por Gowasu, o Kaioshin do décimo universo.
Para realizar a fusão, basta que as duas pessoas coloquem os brincos. Uma pessoa coloca na orelha esquerda e a outra na orelha direita, para que a fusão ocorra. Os brincos são fabricados no planeta dos Kaioshins.
Na saga de Buu, Goku e Vegeta foram obrigados a usar esta fusão, formando Vegetto, um guerreiro com poderes inigualavelmente fortes, que poderia vencer Boo facilmente, mas se deixa absorver para salvar Gohan, Goten, Trunks, Piccolo e o Boo Gordo, que haviam sido absorvidos.
Curiosamente, ao entrar no corpo de Buu, a fusão se desfaz, e Goku e Vegeta voltam ao normal. Pensa-se que isto ocorreu devido à natureza mística do corpo de Majin Buu. É revelado, posteriormente, que a fusão havia chegado a seu tempo limite, devido ao fato de Goku e Vegeta não serem Kaioshins.
As vestes do indivíduo que nasce da fusão Potara são uma "mistura" das vestes dos personagens que o compõem.
Segundo informações do Super Exciting Guide (SEG) o poder daquele que nascer da fusão (Vegetto) Potara será a multiplicação do máximo do poder daqueles que se fundiram (Vegeta e Kakarotto).
Goku Black e Zamasu se fundem durante o arco Trunks do futuro em Dragon Ball Super. Esta fusão herda a imortalidade de Zamasu e as propriedades dos Saiyajins graças a Goku Black.
As sayajins Kale e Caulifla, no episódio 114 de Dragon Ball Super, se fundem resultando uma nova guerreira denominada Kefla, na luta contra Goku.

### Metamoru
Esse tipo de fusão consiste em ter duas pessoas envolvidas numa dança , que são imagens espelhadas de cada um, resultando em um novo guerreiro, que tem os poderes dos dois. Goku ensinou essa técnica para Goten e Trunks e disse que aprendeu essa técnica com alienígenas quando estava em treinamento no Outro Mundo. Quando executada com sucesso, o novo guerreiro é extremamente forte. Para se obter uma fusão extremamente forte, deve-se unir guerreiros também fortes, como no caso de Goku e Vegeta. Porém, existem requerimentos e condições:

Goten e Trunks realizando a Dança Metamoru para criar Gotenks.

1. Os dois guerreiros precisam ter tamanho, massa e força similares - entretanto, no quesito força, não há problema, uma vez que os guerreiros Z podem controlar sua força e aumentá-la ou diminuí-la quando necessário. Vegeta é ligeiramente mais baixo do que Goku, porém não a ponto de inviabilizar a fusão.[1]
2. A dança precisa ser realizada corretamente para que a fusão ocorra com sucesso[1].
3. A fusão dura 30 minutos. Após esse tempo, os lutadores irão retornar para seus estados normais. Entretanto, é possível sair da fusão antes de acabarem os 30 minutos, como aconteceu com o Gotenks Super Saiyajin 3, pois o corpo do Super Saiyajin 3 consome muita energia para manter-se nessa transformação[1].
4. Depois de terminar a fusão, os dois lutadores precisam descansar por aproximadamente uma hora antes de poderem se fundir novamente[1].

Há comparações com as duas fusões. O Dai Kaioshin de 14 gerações passadas afirma que a fusão dos brincos Potara é mais eficiente que a fusão Metamoru.
As vestes do indivíduo que nasce do resultado da fusão Metamoru são as mesmas ás da raça Alienígena do planeta Metamoru que ensinou a fusão a Goku. 

### Natural ou Assimilação
A energia vital de um passa a fazer parte do outro, que aumenta seu poder, inteligência e sabedoria. Na série, foi usada pelos Namekuseijins.
Kami Sama e Piccolo se fundiram na saga de Cell, voltando a ser um só, como antigamente. Originalmente, Piccolo é o lado mal que Kami Sama tirou de seu corpo.
Em Namekusei, Piccolo se funde com Nail.
Em Dragon Ball GT, os androides 17 da terra e do inferno se fundiram naturalmente e formaram Super 17.
Majuub
É o resultado da fusão de Uub e Majin boo em Dragon Ball GT.

### Absorção
O usuário da absorção absorve a vítima para o seu corpo absorvendo o poder dela. A personalidade do usuário não é alterada e o absorvido fica sendo digerido até a morte, que pode levar dias. O usuário pode sofrer ou não mudanças físicas e continua dominando o corpo.
Cell se funde com as pessoas absorvidas e com os andróides os absorvendo com a cauda. Majin Buu se funde absorvendo a vítima com uma gosma e aprisionando em casulos no interior do corpo para drenar ou não,apenas caso o Buu queira drenar a energia da vítima.
No jogo Dragon Ball Z Budokai 2, existem as absorções de Buu com Tenshinhan, Yamcha, Vegeta, Cell e Freeza. Estas absorções nunca aconteceram no anime, somente no jogo Dragon Ball Z Budokai 2.

### Possessão
O usuário entra no corpo da vítima e controla seu corpo. Ele combina seus poderes com o poder da vítima podendo mudar ou não a aparência física.
Baby, usado em "Dragon Ball GT ou Dragon Ball Grand Tour" se funde com os outros invadindo o corpo da vítima e a controlando.

## Fusões

### Gotenks
Gotenks (ゴテンクス, Gotenkusu) é a Fusão Metamoru entre Goten e Trunks. Ele apareceu pela primeira vez no 40º volume do mangá Dragon Ball no capítulo número 480, chamado "A Fusão Funcionou...?!". Gotenks tem uma personalidade extremamente infantil e muitas vezes opta por brincar com o inimigo.

#### História
Com seu tempo na Terra chegando ao fim, Goku ensina a Goten e Trunks a técnica da fusão. Os dois treinam durante dois dias para aperfeiçoá-la, mas erram duas vezes seguidas ao colocá-la em pratica. Na terceira vez, o resultado é Gotenks. Ele ignora os avisos de Piccolo de que deveria treinar mais e parte para lutar contra Majin Boo. Contudo, ele consegue acertar poucos golpes e é fortemente humilhado. Goten e Trunks passam o resto do dia e o seguinte se preparando para uma outra batalha. No fim do prazo que Goku havia prometido, Super Boo vai até o Templo de Kami-Sama e entra na Sala do Tempo, onde Gotenks o esperava. O guerreiro se mostra muito poderoso e possivelmente, com poder suficiente para destruir Boo, mas devido as suas inúmeras brincadeiras, Piccolo os aprisiona na Sala do Tempo. Entretanto, Boo cria um portal dimensional e escapa, mas Gotenks consegue fazer o mesmo. Do lado de fora, a luta continua e o templo é destruído. Passados 30 minutos, a fusão se desfaz. Posteriormente, Gohan aparece e vence Boo, mas permite que os garotos deem o ataque final. Eles se fundem novamente, mas Gotenks é absorvido e libertado perto do fim da Saga Boo.
No filme O Renascimento da fusão: Goku e Vegeta!, Gotenks luta contra Adolf Hitler e seu exército de fantasmas nazistas. Em Explosão do Punho do Dragão! Se Goku não conseguir, quem conseguirá?, ele vence a primeira forma de Hirudegan, mas é facilmente derrotado pela segunda. Sua penúltima aparição foi em O Retorno de Son Goku e seus Amigos onde ele luta contra Abocado.
Por fim, Gotenks fez uma breve aparição no 14° filme da série, A Batalha dos Deuses. Após Bills o Destruidor derrotar facilmente vários dos guerreiros Z, Goten e Trunks se fundem, e na forma de Super Saiyajin, atacam o deus da destruição, sendo detidos por palmadas no traseiro, algo humilhante.

#### Habilidades
Apesar de jovem, Gotenks é bastante poderoso. Por natureza, ele consegue se transformar em Super Saiyajin e devido ao treinamento, também alcança o Super Saiyajin 3. As memórias de Goten permitem que ele use o Kamehameha (かめはめ波, "Onda Destrutiva da Tartaruga") e as de Trunks lhe dão o Kiai Ho (ビクトリーキャノン, "Grande Canhão Mestre"). As memórias de ambos permitem com que ele voe através do Bukû-jutsu (舞空術, "Técnica de Dança no Céu"). Gotenks tem uma grande criatividade para criar técnicas e seus nomes, variando entre simples combinações entre socos e grandes explosões de energia. Entre suas técnicas próprias, se destacam o Círculo Galático (銀河赤道, "Sākuru Ginga") e o Ataque Kamikaze dos Super Fantasmas (スーパーゴースト神風攻撃, "Suupaa Goosuto KamiKaze Atakku"). O Círculo Galático é um anel feito de Ki usado para aprisionar um alvo. Gotenks pode aumentar e diminuir seu tamanho, além de poder explodi-lo quando bem entender. O Ataque Kamikaze dos Super Fantasmas é uma técnica complicada de se realizar mas tem um enorme poder destrutivo. O Ki é usado para criar clones fantasmas do usuário que explodem ao tocar qualquer coisa, inclusive eles mesmos. Cada fantasma segue as ordens de Gotenks, apesar de que eles podem discutir uns com os outros. Gotenks também consegue facilmente copiar uma técnica de outra pessoa, como fez com o Roga Fufu Ken (狼牙風風拳, "Punho do Lobo Selvagem") de Yamcha e o Haikyuken (排球拳, "Punho do Vôlei") de Tenshin Han.

### Vegetto

Vegetto segundos depois de ser criado. Ele veste as roupas de Goku com as cores trocadas e as luvas e botas de Vegeta.

Vegetto (ベジット, Bejitto) é o resultado imensamente poderoso da fusão entre Goku e Vegeta por meio dos Brincos Potara. Diferentemente de sua contraparte Gogeta, seu nome vem de Vegeta e Kakarotto. 

#### História
Após Gotenks e Piccolo terem sido absorvidos, Goku vai a Terra para se fundir permanentemente com seu filho Gohan. Contudo, este também é absorvido. Momentos depois, Vegeta ganha permissão para ir a Terra, onde ele é convencido a usar o Brinco Potara direito. Eles são sugados um para o outro e seus corpos se unem, criando Vegetto. Ao início da luta, ele permite que Super Boo tenha a sensação de vitória, mas rapidamente muda o jogo, dando-lhe vários ataques. Ao se transformar em Super Saiyajin , Vegetto humilha seu inimigo inúmeras vezes, enquanto esse tentava fazer de tudo para derrotar Vegetto. No meio da luta, Vegetto é transformado em um bombom de chocolate, mas mesmo assim continua atacando. Seu novo tamanho permitia ataques mais rápidos, além de um curto campo de visão por parte de Super Boo. Ele é transformado ao normal, mas o demônio ameaça destruir todo o universo com um Grito Dimensional, que é facilmente detido. Ao fim de tudo, Vegetto se deixa ser absorvido para que pudesse salvar todos os que estavam dentro de Boo. Ele cria uma barreira mágica ao seu redor para não ser digerido por Super Boo mas assim que a desfaz, a fusão termina, fazendo Vegetto voltar a ser Goku e Vegeta. Goku pretendia se fundir novamente, mas Vegeta quebra seu brinco e os dois continuam a jornada por si próprios.

#### Habilidades
Vegetto tem um poder de luta descomunal e poderia muito bem ter destruído Super Boo, mas preferiu ser absorvido para tentar salvar os outros. Ele pode usar todos os golpes conhecidos por Goku e Vegeta, mas só demostra o conhecimento do Kamehameha (かめはめ波, "Onda Destrutiva da Tartaruga") e do Ataque Big Bang (ビッグバンアタック, "Biggu Ban Atakku"). Suas técnicas próprias tem várias finalidades e quase todas possuem a coloração dourada. Seu ataque mais básico é o Reitaihou (霊大砲, "Canhão Espiritual"), onde ele cria um pequeno disparo de Ki. Utilizando o Renzoku Kikouha (連続気功波, "Onda Contínua Qigong") ele cria pequenas esferas em cada dedo, que se contorcem e explodem ao tocar qualquer coisa. A Espada Espiritual (精神的な剣, "Seishin-tekina ken") é uma lâmina de Ki que pode crescer o quanto Vegetto queira. Seu poder é desconhecido, pois só foi usada para suspender e imobilizar Majin Boo. Sua habilidade mais poderosa já mostrada é o Kamehameha Final (ファイナルかめはめ波, "Onda Kamehame Final"), uma combinação monstruosa entre o Kamehameha de Goku e o Resplendor Final de Vegeta. Nos jogos de video-game, é um raio de energia carregado como o Resplendor Final o disparado como o Kamehameha.Os ataques físicos de Vegetto são caracterizados  por uma rápida sucessão de socos e de chutes. Vegetto é considerado um dos personagens mais poderosos do anime e mangá  Dragon Ball.
Em seu estado de Super Sayajin , ele se auto proclama o Super Vegetto.

### Gogeta

Gogeta em seu estado Super Saiyajin.

Gogeta (ゴジータ, Gojīta) é a Fusão Metamoru entre Goku e Vegeta. Seu nome vem de Goku e Vegeta. Diferentemente de Gotenks e Vegetto, ele não está presente em nenhuma parte do mangá, aparecendo somente no 12º filme de Dragon Ball Z, em Dragon Ball GT, e em Dragon Ball Super: Broly. Quando a Dança Metamoru é realizada incorretamente, o resultado é um Gogeta gordo chamado de Veku.

#### História
Gogeta aparece pela primeira vez ao final filme O Renascimento da fusão: Goku e Vegeta!. Depois que Janemba conseguiu derrotar Goku e Vegeta sem nenhum esforço, Goku ensina a Dança Metamoru ao Vegeta, que se recusa a se fundir com Goku. Contudo, ele logo muda de ideia e ambos realizam a fusão. Entretanto, Vegeta permanece com as mãos fechadas no momento de esticar os dedos e o resultado é Veku. Por trinta minutos, ele foi agredido por Janemba. Quando o tempo acabou, Janemba se prepara para aniquilar os dois, mas Paikuhan o detém e a fusão é feita novamente, criando Gogeta. Ele demonstra suas grandes habilidades e destrói Janemba utilizando a técnica Punidor de Almas.
Posteriormente, em Dragon Ball GT, Goku e Vegeta, no nível Super Saiyajin 4, realizam a fusão novamente para terem uma chance de enfrentar Omega Shenlong. A força de Gogeta agora era incomparável e ele consegue facilmente derrotar o poderoso dragão. Apesar de tudo, Gogeta optou por brincar com Omega, tratando-o como um palhaço. Seu poder era tão grande que seu corpo não aguentou, e quando Gogeta estava prester a matar Omega, a fusão se desfez antes da hora.

#### Habilidades
Assim como sua contraparte, Gogeta pode utilizar todas as técnicas de Goku e Vegeta, além de poder atingir todos os níveis de Super Saiyajin que ambos conseguem. Em sua luta contra Janemba, Gogeta mostra conseguir movimentar o ar com o simples balançar de seu corpo, fazendo atingir o oponente como poderosos socos. Como Super Saiyajin 4, ele pode afastar seus oponentes e destruir uma área enorme somente mandando o Ki pelos seus olhos. Gogeta também pode materializar objetos, usando essa habilidade para atirar confetes e serpentinas em Omega. Ele demonstra o uso do Kamehameha (かめはめ波, "Onda Kamehame"). Sua técnica mais poderosa é o Big Bang Kamehameha (ビックバンかめはめ波, Onda Kamehame Big Bang), uma combinação entre o Kamehameha de Goku e o Big Bang de Vegeta. Sua segunda técnica mais poderosa é o Punidor de Almas (復讐の魂), uma pequena esfera colorida que desintegra toda maldade presente em seu alvo.
Gogeta SSJ4 
Fusão metamoru entre Goku e Vegeta na forma Super Saiyajin 4 e possuem surpreendentes tecnicas.Ele poderia ter acabado facilmente com Li Shenlong mas optou brincar com o inimigo e na hora de soltar seu Big Bang Kamehameha ×100 a fusão se desfaz.

### Kibitoshin
Fusão entre Kibito e o Kaio Shin, no planeta supremo, realizada através da fusão Potara.Curiosamente, essa fusão é permanente, devido a ambos serem Kaioshins.

### Velho Kaioshin
É a fusão de Dai Kaioshin com uma bruxa horrenda, a bruxa experimenta o brinco Potara de Kaioshin na orelha oposta de Kaio. Assim se transforma em Velho Kaioshin velho e acabado, mas muito mais sábio.

### Cell e Andróides
Sem alternativa para vencer Gohan, Cell se incha até explodir. Antes que Cell explodisse, Goku se teletransportou junto com ele para o mundo do Sr. Kaioh. Lá morrem Cell, Goku, Sr. Kaioh e seus bichos de estimação.
Mesmo assim Cell se reconstitui e volta mais forte, formando sua última forma, que se chama Cell Super Perfeito. Depois disso, Gohan e Cell soltam um kamehameha.
Então, Gohan (com um braço quebrado) manda um Kamehameha com a ajuda de Goku (que estava no Outro Mundo) e consegue destruir Cell e salvar o mundo novamente .

### Cell e Goku
Essa fusão ocorre em Dragon Ball GT, na saga do Super Androide 17, quando Goku estava aprisionado no inferno. Ele luta contra Cell e Freeza e em um determinado momento é absorvido por Cell, quando fica sem enxergar por causa de um ataque recebido. Cell experimenta o poder de Goku dentro do seu corpo, mas logo em seguida Goku escapa pela cauda de absorção.

### Majin Boo e vítimas
Majin Boo absorve muitos para se tornar mais forte.
Primeiro, ao libertar a sua fúria e despertar seu lado mal, ele é absorvido quando é transformado em chocolate e comido pelo Majin Boo mal, é então que surge a segunda forma de Majin Boo. Logo após isso, ele absorve Gotenks, e sua antena cresce e transforma-se em um longo cabelo como característica principal, depois absorve também Piccolo e Gohan, com os poderes aumentados pelo Kaio e da espada Z.
Embora este faça várias fusões poderosas revela-se que sua forma original, Majin Boo com Gohan absorvido, é a sua forma mais poderosa.

### Neil e Piccolo
Tudo começa quando Neil luta com Freeza no planeta Namekusei para proteger o Grande Patriarca.
Neil não é forte o suficiente para Freeza, por isso Freeza usando apenas a mão esquerda corta o braço de Neil, como Neil é um Namekuseijin ele reconstitue o Braço.
Freeza com seu poder surpreendente deixa Neil no chão.
Freeza então se encaminha para sua nave em busca de Shenlong com as esferas do dragão.
Neste momento Gohan e Kuririn com a ajuda de Dendê chamam Shenlong.
Eles só utilizam 2 desejos:
1. Ressuscitam Piccolo.
2. Eles trazem Piccolo até Namekusei.

Quando Piccolo estava a caminho de seus amigos encontra Nail caído no chão gravemente ferido.
Neil propõe que Piccolo se una a ele, mas Piccolo recusa. Nail insiste e Piccolo acaba convencido.
Neil pede que Piccolo coloque sua mão em cima do braço dele: Eles começam a brilhar e de repente Nail some.
Mais tarde na Saga de Cell, Piccolo utiliza essa mesma fusão para se unir com Kami Sama (o qual havia se separado) e os dois juntos voltam a ser um único ser. Com essa fusão, Piccolo aumentou enormemente seus poderes se tornando temporariamente o mais forte dos Guerreiros Z, superando Cell (ainda na primeira forma) e também o Andróide 17.
Pórem, tanto Piccolo quanto o Andróide 17 foram derrotados por Cell, que havia aumentado seu poder após absorver vários humanos.

### Goku e as 7 esferas do Dragão
Essa fusão acontece no final de Dragon Ball GT, quando o Dragão viajando pelo céu começa a fundir suas esferas no corpo de Goku que repousava em suas costas. Todos somem: Goku, Shenlong e as esferas.

### Super 17
É o resultado da fusão dos dois andróides 17 em Dragon Ball GT.

### Dragão de Sete Estrelas e Pan
Fusão que acontece em um dos episódios de Dragon Ball GT, quando o Dragão de Sete Estrelas (com Pan dentro do seu corpo) enfrenta Goku Super Sayajin 4.

### Aka
Aka é o resultado da fusão entre os irmãos Abo e Kado, ambos os personagens do OVA de 2008: Dragon Ball: O Retorno de Goku e Seus Amigos.[carece de fontes?]

## Em outras mídias
A técnica da Fusão apareceu em diversos jogos da série Dragon Ball e os personagens criados através dela são, na maioria, jogáveis. Gotenks ainda é jogável em Jump Super Stars e Jump Ultimate Stars, jogos que reúnem vários personagens da Shonen Jump. Gotenks também foi estampado na latas de café japonês Pokka quando a franquia fez uma parceria com Dragon Ball. O jogo de cartas Dragon Ball Collectible Card Game apresenta várias cartas com os personagens da Fusão. Em Dragon Ball Z: Budokai, Cell absorve Kuririn em uma história imaginária. Sua sequência, Dragon Ball Z: Budokai 2, mostra diversas fusões hipotéticas entre vários personagens: Super Boo é capaz de absorver Freeza, Cell, Tenshin Han, Yamcha e Vegeta e ao fazer isso sua aparência muda, Yamcha e Tenshin Han conseguem realizar a Dança Metamoru para criar uma fusão chamada Yamhan (também conhecida como Tiencha nos Estados Unidos) e caso a fusão de errado é criada uma versão magra do personagem, Goku e o Mr. Satan podem se fundir com os Brincos Potara para criar Gotan e etc. Apesar de não utilizarem a técnica, Piccolo e Kuririn sabem realizar a Fusão. Isso levou Toriyama a criar em 1995, para a revista Weekly Shônen Jump, uma fusão hipotética entre os dois chamada Piririn.